# Municipio de Rosedale (Misuri)
El municipio de Rosedale (en inglés: Rosedale Township) es un municipio ubicado en el condado de Christian en el estado estadounidense de Misuri. En el año 2010 tenía una población de 9501 habitantes y una densidad poblacional de 221,05 personas por km².

## Geografía
El municipio de Rosedale se encuentra ubicado en las coordenadas 37°0′57″N 93°19′42″O / 37.01583, -93.32833. Según la Oficina del Censo de los Estados Unidos, el municipio tiene una superficie total de 42.98 km², de la cual 42.78 km² corresponden a tierra firme y (0.47%) 0.2 km² es agua.

## Demografía
Según el censo de 2010, había 9501 personas residiendo en el municipio de Rosedale. La densidad de población era de 221,05 hab./km². De los 9501 habitantes, el municipio de Rosedale estaba compuesto por el 93.93% blancos, el 1% eran afroamericanos, el 0.67% eran amerindios, el 0.68% eran asiáticos, el 0.17% eran isleños del Pacífico, el 1.21% eran de otras razas y el 2.34% pertenecían a dos o más razas. Del total de la población el 3.4% eran hispanos o latinos de cualquier raza.